# Quincy Diggs
Quincy Johann Diggs (Wichita, 8 aprile 1990) è un cestista statunitense naturalizzato austriaco.

## Palmarès
- Campionato austriaco: 1

Oberwart Gunners: 2015-2016
- Coppa d'Austria: 2

Oberwart Gunners: 2016, 2021
- Supercoppa di Svizzera: 1

Fribourg Olympic: 2021